# Bataille de Peotillos
Guerre d'indépendance du Mexique
La bataille de Peotillos est une action militaire de la guerre d'indépendance du Mexique qui eut lieu le 15 juin 1817 près de l'ancienne hacienda de Peotillos, État de San Luis Potosí. Les 300 rebelles commandés par le général Francisco Javier Mina y défirent après une bataille de trois heures les forces royalistes du colonel Benito Armiñán qui comptaient deux mille soldats. Le colonel Armiñán appartenait au bataillon européen d'Estrémadure et avait quitté  Altamira, afin d'attaquer Mina. Celui-ci perdit dans cette bataille le cinquième de l'armée qu'il commandait.

## Sources
- Zárate, Julio (1880), «La Guerra de Independencia», en Vicente Riva Palacio, México a través de los siglos, volume 3, México: Ballescá y compañía,